# Glee: The Music, Volume 1
 Glee: The Music, Volume 1  je debitanski soundtrack album od glumačke postave hit televizijske serije Glee. On sadrži obrade pjesama iz prvih devet episoda prve sezone serije. Album je izdat 2. studenog 2009. Album je dobio miješane ocjene od glazbenih kritičara. On je dostigao vrh glazbenih ljestvica u Irskoj i Ujedinjenom Kraljestvu, i u top 3 u Australiji, i u top 4 u Kanadi i SAD-u. 
Sve pjesme s albuma su izdat kao digitalni singlovi. Debitanski singl grupe, obrada pjesme "Don't Stop Believin'", je dostigla top 5 u nekoliko zemalja i prodao se u milijun kopija samo u SAD-u. Drugi istaknuti singlovi su obrada grupe Queen "Somebody To Love", "Defying Gravity" iz mjuzikla Wicked te "Sweet Caroline" od Neila Diamonda. Album je bio nominiran za Grammy u kategoriji za najbolji soundtrack.

## Popis pjesama
| Br. | Skladba                                                                                                | Tekstopisac                                                                                                  | Producent(i) | Trajanje |
| --- | --- | --- | ------------ | -------- |
| 1.  | »Don't Stop Believin'« (originalno od benda Journey)                                                   | Jonathan Cain, Steve Perry, Neal Schon                                                                       |              | 3:50     |
| 2.  | »Can't Fight This Feeling« (originalno od REO Speedwagon)                                              | Kevin Cronin                                                                                                 |              | 3:29     |
| 3.  | »Gold Digger« (originalno od Kanye Westa i Jamie Foxxa)                                                | Kanye West, Ray Charles, Renald Richard                                                                      |              | 3:00     |
| 4.  | »Take a Bow« (originalno od Rihanne)                                                                   | Ne-Yo,, Tor Erik Hermansen, Mikkel Storleer Eriksen                                                          |              | 3:35     |
| 5.  | »Bust Your Windows« (originalno od Jazmine Sullivan)                                                   | Jazmine Sullivan, Salaam Remi, DeAndre Way                                                                   |              | 4:19     |
| 6.  | »Taking Chances« (originalno od Celine Dion)                                                           | Kara DioGuardi, David A. Stewart                                                                             |              | 3:55     |
| 7.  | »Alone« (originalno od Heart)                                                                          | Billy Steinberg, Tom Kelly                                                                                   |              | 3:40     |
| 8.  | »Maybe This Time« (originalno iz mjuzikla Cabaret)                                                     | John Kander & Fred Ebb                                                                                       |              | 2:57     |
| 9.  | »Somebody to Love« (originalno od grupe Queen)                                                         | Freddie Mercury                                                                                              |              | 4:43     |
| 10. | »Hate on Me« (originalno od Jill Scott)                                                                | Jill Scott, Adam Blackstone, Steve McKie                                                                     |              | 3:30     |
| 11. | »No Air« (originalno od Jordin Sparks i Chris Browna)                                                  | James Fauntleroy II, Eric "Blue Tooth" Griggs, Harvey Mason, Jr., Damon Thomas, Steve Russell, Michael Scala |              | 4:23     |
| 12. | »You Keep Me Hangin' On« (originalno od The Supremesa)                                                 | Holland–Dozier–Holland                                                                                       |              | 2:40     |
| 13. | »Keep Holding On« (originalno od Avril Lavinge)                                                        | Avril Lavigne, Dr. Luke                                                                                      |              | 4:40     |
| 14. | »Bust a Move« (originalno od Young MCa)                                                                | Marvin Young, Matt Dike, Michael Ross                                                                        |              | 4:24     |
| 15. | »Sweet Caroline« (originalno od Neil Diamonda)                                                         | Neil Diamond                                                                                                 |              | 1:58     |
| 16. | »Dancing with Myself« (originalno od Generation X / Billy Idol)                                        | Billy Idol, Tony James                                                                                       |              | 3:10     |
| 17. | »Defying Gravity« (originalno od Idine Menzel, Kristin Chenoweth, i glumačke postave predstave Wicked) | Stephen Schwartz                                                                                             |              | 2:21     |